# 帕爾邁拉鎮區 (明尼蘇達州倫維爾縣)
帕爾邁拉鎮區（英語：Palmyra Township）是位於美國明尼蘇達州倫維爾縣的一個行政鎮區。

## 地方資料
帕爾邁拉鎮區的面積為93.90平方千米，皆為陸地。根據2020年美國人口普查的數據，當地共有人口168人，而人口密度為每平方千米1.79人。